# Lux (Filmreihe)

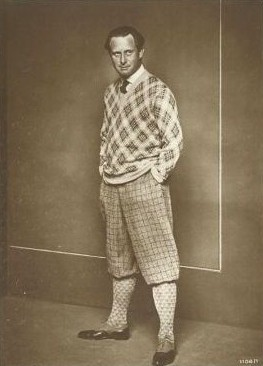
Lux-Darsteller Carl Auen auf einer Fotografie von Nicola Perscheid

Lux war der Held einer deutschen Reihe von Stummfilmen von Edmund Heuberger. Dargestellt wurde der König der Abenteurer stets von Carl Auen.
Die Reihe war um 1929/1930 populär. Nach dem Auftaktfilm Lux, der König der Verbrecher (1929), in dem neben Carl Auen auch Paul Michelo Kramer und Fred Immler spielten, folgten noch Der Mann im Dunkel (1930), Pariser Unterwelt (1930), Die grüne Laterne (1930) und Zweimal Lux (1930).
Die Drehbücher der Reihe stammten, soweit sie nicht von Heuberger selbst waren, von dem Filmbegeisterten Eduard Andrés.

## Filme der Reihe
- Lux, der König der Verbrecher alternativ Lux, der König der Banditen (1929)
- Der Mann im Dunkel (1930)
- Pariser Unterwelt (1930)
- Die grüne Laterne (1930)
- Zweimal Lux (1930)